# Варшавский барбакан

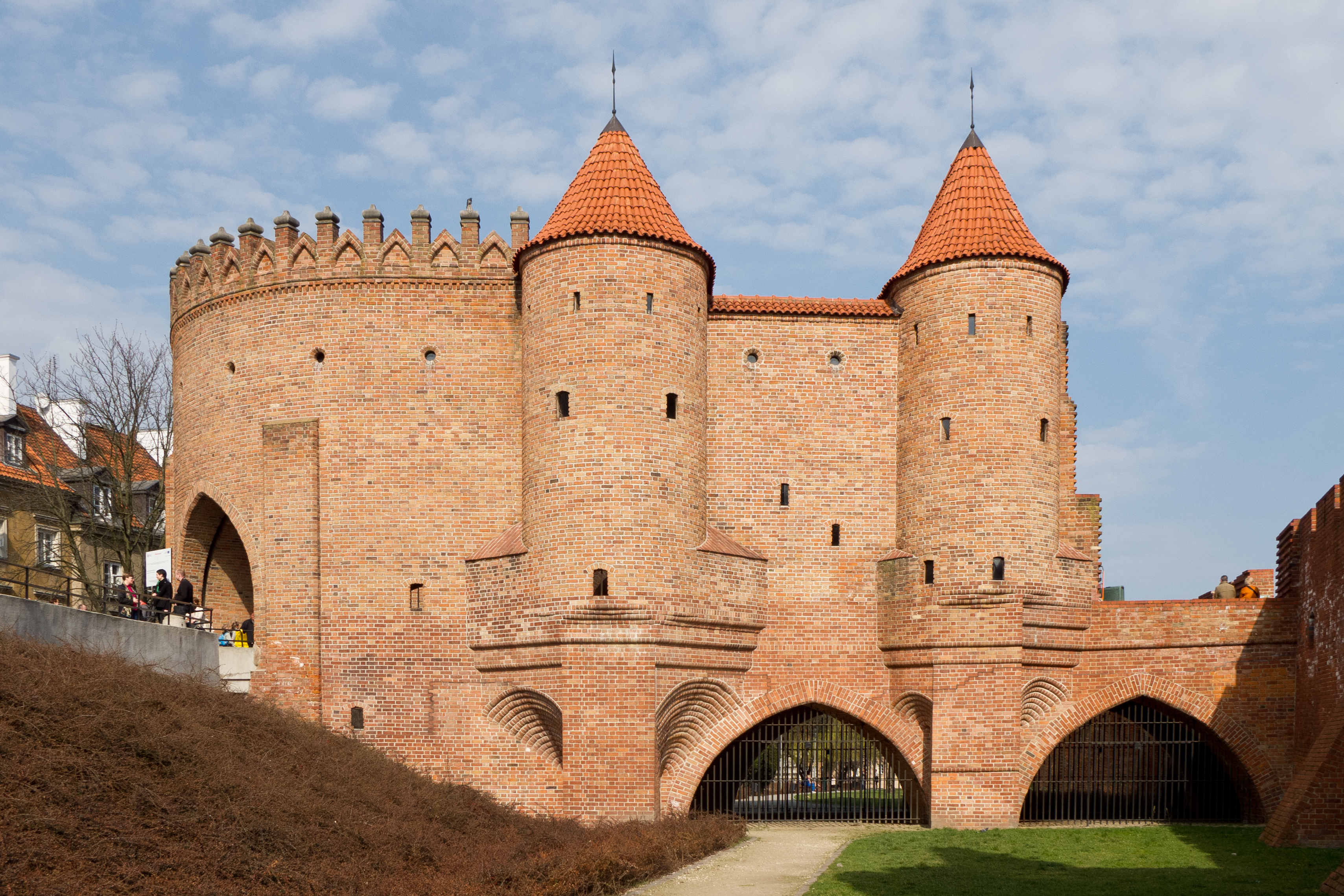
Вид на Варшавский барбакан.

Варшавский барбакан (пол. Barbakan w Warszawie или Barbakan Warszawski) — барбакан (полукруглый укреплённый форпост) в Варшаве, столице Польши, являющийся одним из немногих сохранившихся элементов комплекса укреплений XVI века, окружавших Варшаву. Расположенный между Старым городом и Новым городом, барбакан привлекает внимание многочисленных туристов.

## История

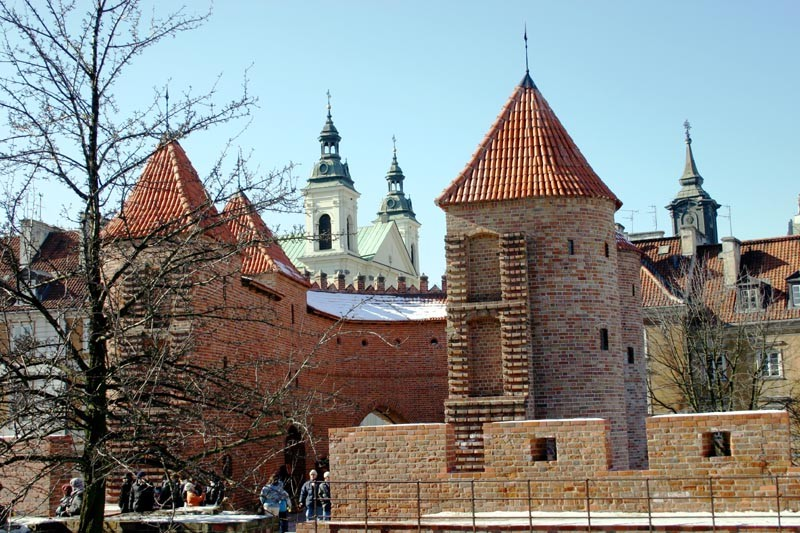
Вид на Варшавский барбакан с территории Старого города

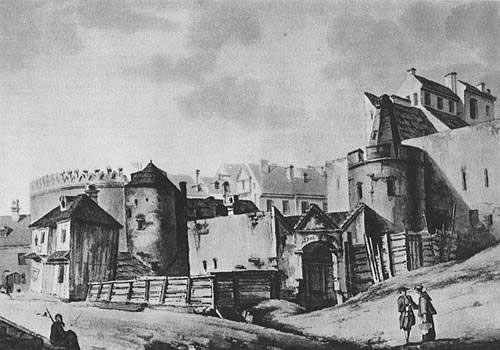
Барбакан в конце XVIII века. Акварель Зигмунта Фогеля.

Барбакан был воздвигнут в 1540 году на месте старых городских ворот по проекту венецианца Джованни Баттисты, архитектора, жившего и работавшего в Мазовии в XVI веке и сыгравшего важную роль в перестройке городских стен XIV столетия, бывших к тому  времени в плачевном состоянии. Барбакан имел форму трёхуровневого полукруглого бастиона с подготовленными позициями для стрелков. Он имел 14 метров в ширину и 15 метров в высоту от дна рва, окружавшего городские стены, и тянулся от них наружу на 30 метров.
Будучи только построенным, четырёхбашенный барбакан быстро стал анахронизмом, по причине быстрого роста мощности  артиллерии, для противостояния которой защитные свойства сооружения были недостаточны. Он был использован только однажды, во время шведского нашествия на Польшу, когда 30 июня 1656 года польская армия под предводительством короля Яна II Казимира отбивала его у шведов.
В XVII веке барбакан частично демонтировали из-за незначительности его оборонного значения, в то время как город более нуждался в больших воротах для контроля перемещения людей и товаров. В XIX столетии он стал частью построенных многоквартирных жилых сооружений (пол. kamienica). 

В межвоенный период, в 1937—1938 годах, архитектор Ян Захватович восстановил часть городских стен и западную часть моста, снеся по ходу реконструкций одно из новейших на то время зданий. Тем не менее, стеснённость в финансовых средствах задерживала полную реконструкцию барбакана, а последующее в 1939 году вторжение в Польшу нацистской Германии поставило крест на этом плане.

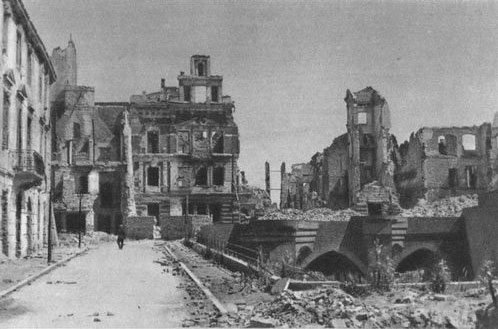
Барбакан и соседние сооружения, разрушенные во Вторую мировую войну.

Во Второй мировой войне, в частности во время обороны Варшавы 1939 года и Варшавского восстания в 1944 году барбакан был почти полностью разрушен, как и большая часть построек Старого города. 

Он был восстановлен в 1952—1954 годах на основе чертежей XVII века, так как новое правительство решило использовать его в качестве туристической достопримечательности, а не восстанавливать на его месте прежние kamienica. В его реконструкции были использованы кирпичи снесённых исторических зданий городов Ныса и Вроцлава; барбакан был восстановлен за исключением 2 внешних ворот и башни со стороны Старого города. Ныне он в числе популярнейших туристических мест Варшавы. Барбакан и крепостные стены — излюбленное место художников, продающих здесь свои картины, а также музыкантов и других уличных артистов.